# Kloster Niesing
Kloster Niesing, offiziell auch Kloster Mariental genannt, war ein 1444 gegründetes Frauenkloster in Münster. Dieses folgte der Augustinusregel. Die Einrichtung bestand bis zur Säkularisation im Jahr 1810. Nicht zu verwechseln ist dieses Kloster mit der späteren Niederlassung eines Frauenordens mit Namen Marienthal auf dem Gelände der heutigen LWL-Klinik Münster.

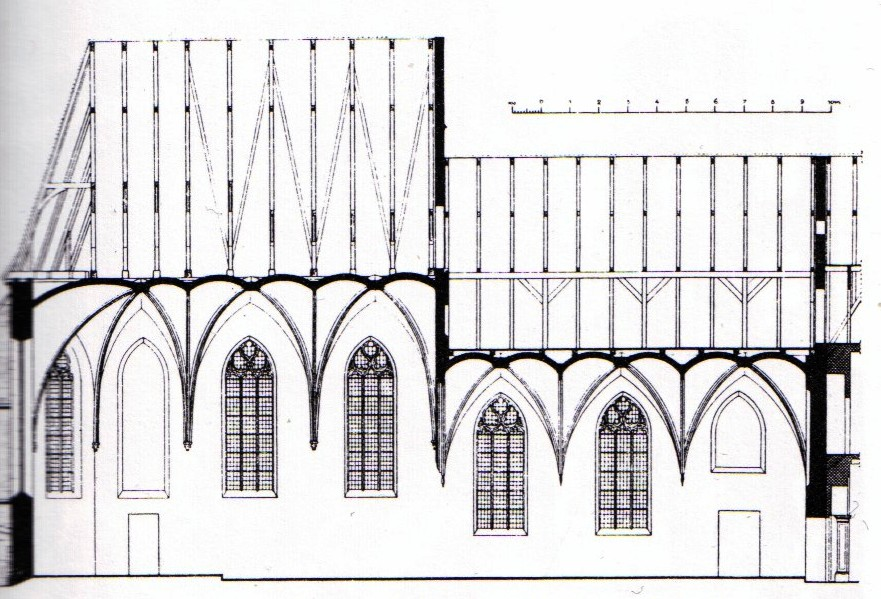
Längsschnitt der Klosterkirche nach Süden (von Albert Ludorff)

## Gründung
Es handelte sich um eine Gemeinschaft von Schwestern vom Gemeinsamen Leben (dem weiblichen Gegenstück zu den Brüdern vom gemeinsamen Leben). Die ersten drei Schwestern kamen aus dem Kloster Schüttorf. Im Bereich des ehemaligen Hofes Niesingh im Kirchspiel St. Ludgeri gründeten die Schwestern vom Gemeinsamen Leben 1444 das Kloster. Geweiht war es Maria, nach der es auch den Namen Marienthal bekam. Der ursprüngliche Platz erlaubte keine weitere Ausdehnung. Eine Erbschaft ermöglichte den Schwestern den Kauf eines günstigeren Geländes. Zwischen 1451 und 1458 wurden die eigentlichen Klostergebäude und die Klosterkirche in der Nähe von St. Servatii erbaut.

## Materielle Ausstattung
Zur materiellen Ausstattung gehörten Landbesitz und Häuser innerhalb und außerhalb von Münster. Noch 1809 kam das Kloster auf Einnahmen von über 4066 Reichstalern, dem fixe Ausgaben an Steuern, Abgaben und Ähnlichem von nur knapp 600 Reichstalern gegenüberstanden. Der Überschuss diente dem Unterhalt der Gebäude und dem Leben der Schwestern.

## Aufschwung
Die Schwestern folgten der Augustinusregel. Die endgültige Klosterverfassung wurde mit den Statuten von 1463/67 geregelt. Ein Fraterherr war für Messen und sonstige geistige Dienste aber auch zur geistigen Beaufsichtigung da. Von Niesing aus wurde das Kloster Agnetenberg in Dülmen gegründet. Das Schwesternhaus in Münster nahm einen raschen Aufschwung. Gegen Ende des 15. Jahrhunderts gehörten dem Konvent 99 Schwestern an. Kurze Zeit später endete die erste Glanzzeit der Einrichtung. So wurde das Kloster 1506/07 stark von der Pest betroffen.

## Reformation und Täuferreich
Die Schwestern haben auch handwerkliche Produkte hergestellt. Insbesondere webten sie Stoffe. Da dies ohne Kontrolle durch die städtischen Zünfte geschah, wurden die Schwestern von den Handwerkern der Stadt Münster als Konkurrenz angesehen. Gerüchte sprachen von hundert Webstühlen im Kloster. Tatsächlich waren es nur elf. Im Zusammenhang mit dem Eindringen reformatorischen Gedankenguts verbanden sich religiöse und soziale Motive.
Am 22. Mai 1525 droht ein Sturm von aufgebrachten Bürgern auf das Kloster. Vom Magistrat verlangte die Menge die Herausgabe der Rentbriefe durch das Kloster und die Stilllegung der gewerblichen Einrichtungen. Um eine Plünderung des Klosters zu verhindern, kam die städtische Obrigkeit dem nach, ließ aber auch die Rädelsführer des Aufruhrs verhaften.
Dieses Ereignis stellt den eigentlichen Beginn der religiösen Auseinandersetzungen dar, die ihren Höhepunkt im Täuferreich von Münster fanden. Im Februar 1534 verlangten die Täufer, dass die Schwestern sich taufen lassen und das Kloster aufgeben sollten. Kurze Zeit später fielen die Kunstwerke des Klosters Niesing, wie auch anderer Klöster und Kirchen, einem Bildersturm und Plünderungen zum Opfer. Da die Schwestern sich weigerten sich taufen zu lassen, mussten sie Münster verlassen.

## Krise und Wiederaufschwung
Nach dem Ende des Täuferreichs kehrten sie wieder in die Stadt zurück und begannen mit dem Wiederaufbau. Dieser war 1540 beendet.
Nach dem Jahr 1600 begannen sich deutliche Verfallserscheinungen zu zeigen, ehe die Ordnung wiederhergestellt werden konnte. In der Folgezeit erlebte das Kloster eine neue Blütezeit. Um 1710 umfasste der Konvent wieder 43 Schwestern.
Im Jahr 1635 wurden die Gebäude unter teilweiser Einbeziehung der alten Bausubstanz neu als Dreiflügelanlage im Stil des Barock erbaut. 1729 wurde ein neuer Krankenflügel errichtet. Im Jahr 1786 wurde ein weiterer Flügel und ein weiteres Haus von dem Architekten Anton Wilhelm Thelen erbaut. Der neue Flügel diente als Mädchenschule.

## Säkularisation
Bereits 1794 wurden Teile des Klosters vom Militär beschlagnahmt. Das Ende begann 1803 mit dem Verbot Novizinnen aufzunehmen. Im Jahr 1811 erfolgte die endgültige Aufhebung. Seit 1820 wurden die Gebäude als Wohnungen für Angehörige des preußischen Militärs genutzt. Im Jahr 1822 wurde der Turm der ehemaligen Klosterkirche abgebrochen. Im Jahr 1905 wurden die Gebäude neu geweiht. Im Jahr 1928 wurde ein Flügel zu einem Novizenhaus umgebaut. Die Anlage wurde bei den Luftangriffen auf Münster im Zweiten Weltkrieg 1945 durch Spreng- und Brandbomben fast völlig zerstört. Die noch vorhandenen Ruinenreste wurden bis auf ein Nebengebäude am Servatiikirchplatz entfernt.

## Klosterarchiv
Teile des Klosterarchivs sind dem Bildersturm von 1534 entgangen. Es befindet sich heute im Besitz des Staatsarchivs Münster. Neben Urkunden gehört dazu auch ein Memorienbuch, das auch Eintragungen zu Ereignissen im Kloster enthält. Während die Schwestern aufgrund ihres einfachen Lebensstils keine nennenswerte Zahl von Büchern besaßen, ging die Bibliothek der Patres während der Wiedertäuferzeit verloren.
Bemerkenswert ist ein um 1588 auf Niederdeutsch geschriebenes Liederbuch. Die Autorin war die Nonne Catherina Tirs.